# Iwan (Architektur)
Iwan, auch Aiwan oder Liwan (persisch ایوان aiwān, ayvān, arabisch إيوان, DMG īwān, līwān, letzteres arabisch umgangssprachlich von al-īwān, türkisch eyvan), bezeichnet in den mittelalterlichen arabischen und persischen Texten in den meisten Fällen den bedeutendsten Teil eines Palastes, also den Thronsaal oder die Audienzhalle, unabhängig von deren architektonischer Gestalt oder im weiteren Sinn das Palastgebäude insgesamt. Aus diesem zunächst funktionellen Begriff bildete sich vermutlich die allgemein verbreitete Bezeichnung für einen bestimmten Gebäudeteil in der weltlichen und religiösen Architektur des Nahen und Mittleren Ostens: eine hohe, einseitig offene Halle, die von einem Tonnengewölbe überdeckt wird.
Für die iranische Architektur ist der Iwan seit seiner Einführung durch die Parther im 1. Jahrhundert n. Chr. ein wesentliches Merkmal. Wohnhäuser in Chorasan mit zentralen Hallen, die als Vorläufer der Iwane angesehen werden, finden sich archäologischen Untersuchungen zufolge ab Anfang des 3. Jahrtausends v. Chr. Ein quadratischer Kuppelsaal in Verbindung mit einem Iwan waren das charakteristische Element der sassanidischen Palastarchitektur; der Iwan mit seiner hochgezogenen Frontmauer (Pischtak) wurde zum dominanten Merkmal der Außenfassade.
Der Iwan als herausragender zentraler Baukörper prägte die orientalischen Paläste der nachfolgenden islamischen Zeit und die religiöse Architektur besonders im Iran und im südlichen Zentralasien. Im Innern einer Moschee weist der dem Hof zugewandte Iwan an der Qibla-Wand die Gebetsrichtung. Bis zum Anfang des 12. Jahrhunderts hatte sich die charakteristische iranische Hofmoschee nach dem Vier-Iwan-Schema mit jeweils zwei, sich in einem Achsenkreuz gegenüberstehenden Iwanen als Standard herausgebildet. Dieser Grundplan kommt auch bei Madrasas, Wohngebäuden und Karawansereien vor.

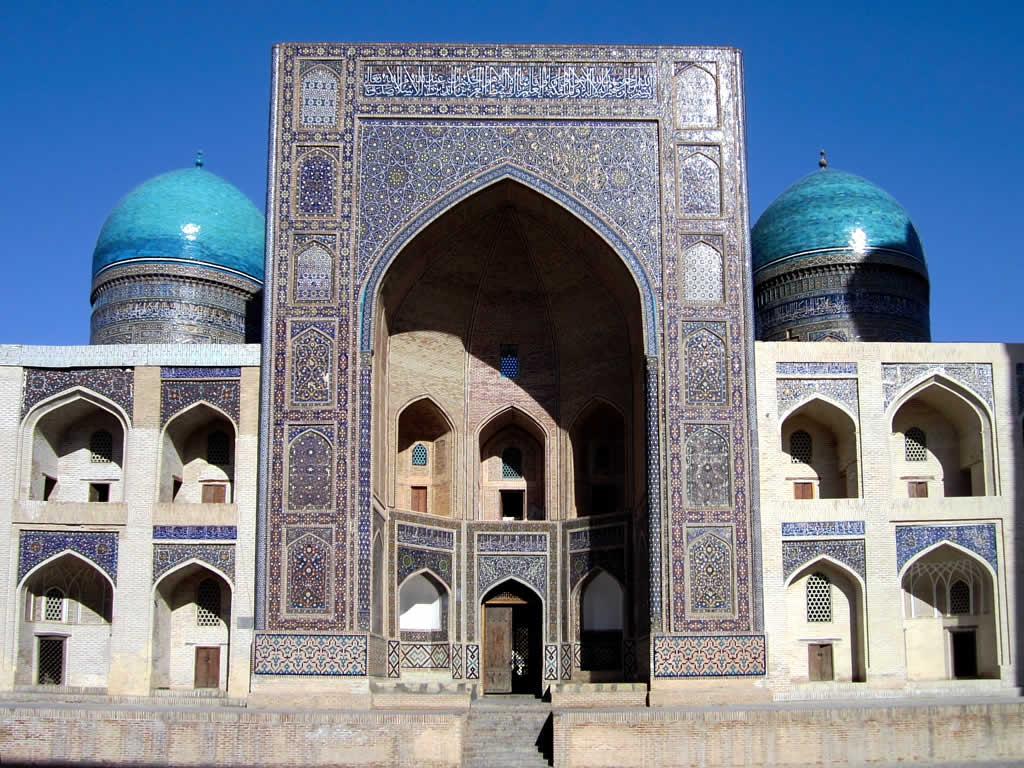
Eingangsportal der Mir-i Arab Madrasa, einer Madrasa mit Innenhof des Vier-Iwan-Typs in Buchara von 1535/36.

## Begriffsetablierung

### Iwan
Das persische Wort aiwān wurde in der Nachfolge von Ernst Herzfeld (Mythos und Geschichte, in: Archäologische Mitteilungen aus Iran, 1936) von mehreren Autoren auf das altpersische apadana, „Palast“ zurückgeführt, das wiederum mit Sanskrit apa-dhā, „Geheimhaltung“, „Versteck“ in Beziehung stehen soll. Beide Herleitungen gelten heute als unsicher, eine alternative Etymologie ist jedoch nicht bekannt.
In den frühesten Quellen steht aiwān eher für eine Funktion und nicht für eine bestimmte Form eines Gebäudes. Von der parthisch-sassanidischen Stadt Ktesiphon blieb einzig die Ruine des sassanidischen Palastes aus dem 6. Jahrhundert erhalten. Die beiden Namen des Palastes, Ayvān-e Kesrā und Taq-e Kisra wurden synonym als „Palast von Chosrau“ verwendet, wobei sich aiwān auf die Funktion und ṭāq, „Bogen“, eindeutig auf die Bauform des Gebäudes bezieht. In Texten aus der Zeit der Abbasiden (8./9. Jahrhundert) ist mit aiwān der große Empfangssaal des Palastes gemeint, in welchem der Kalif hinter einem zeremoniellen hölzernen Gitterfenster (arabisch schubbak, „Fenster“, allgemein maschrabiyya) saß und die offiziellen Feierlichkeiten beobachtete. Im persischen Epos Schāhnāme kommt aiwān mehrfach als Bezeichnung für den Palastsaal oder den gesamten Palast vor. Der Muzaffariden-Herrscher Schah Yahya (reg. 1387–1391) ließ in Yazd einen aiwān genannten Gartenpalast errichten, der ein viergeschossiges, vermutlich frei stehendes Gebäude war. Wenn das arabische Wort īwān für das gesamte Gebäude galt, entsprach es dem arabischen qaṣr, beispielsweise im Namen des fatimidischen Palastes in Kairo, der al-Qaṣr al-Kabīr oder al-Īwān al-Kabīr („Großer Palast“) genannt wurde.
In einer weiteren Bedeutung war mit aiwān ein erhöhter Bereich gemeint, etwa eine wegen ihrer besonderen Funktion innerhalb eines Raums abgetrennte Plattform. Vor allem in den zeitgenössischen Beschreibungen der Mamluken von Gebäuden in Damaskus und Kairo bezog sich īwān schließlich auf jede zum Innenhof offene Halle in einer Moschee oder einer Madrasa, meist mit der üblichen, den gesamten Raum überspannenden Gewölbedecke, in manchen Fällen darüber hinaus – vielleicht nur umgangssprachlich – auch auf eine Säulenhalle. Mir ʿAli Schir Nawāʾi (1441–1501) erwähnt einen aiwān mit vielen Säulen, wobei unklar bleibt, welches Gebäude er meint.
Wann die ursprüngliche funktionelle Bedeutung von Iwan als Palast in die der heute geläufigen einer architektonischen Form überging, ist unklar. Der Palast von Ktesiphon war möglicherweise nicht nur ein für spätere Palastbauten im iranischen Kulturraum bedeutendes architektonisches Vorbild, sondern auch namensgebend für die Bauform. Zumindest könnte der von westlichen Kunsthistorikern geprägte allgemeine Architekturbegriff auf den Namen dieses Palastes zurückgehen.

### Suffa
In vielen arabischen und persischen Texten heißt die zum Hof offene Gewölbehalle in einer Moschee nicht Iwan, sondern ṣuffa. So wurde ursprünglich ein überdachter Bereich an der Nordseite der Prophetenmoschee in Medina genannt. Dies war der Ort, an dem sich die ersten Anhänger des Propheten Mohammed aufhielten, die seither als ahl aṣ-ṣuffa oder aṣḥāb aṣ-ṣuffa („Leute des Schattendachs“) bekannt sind. Ein Sarīh al-Milk betiteltes zeitgenössisches Manuskript beschreibt im Grabheiligtum des Safi ad-Din in Ardabil vor der Mitte des 14. Jahrhunderts mit dem Wort al-mamarr einen Weg, der zu einer als suffa bezeichneten Plattform führt. A. H. Morton (1974) interpretiert mamarr als Innenhof (am Eingang) vor einem offenen Raum mit Arkaden auf einem Podest. Für den iranischen Historiker Hamdallah Mustaufi (um 1281 – um 1344) erschienen die gewaltigen Gewölbebögen der ilchanidischen Moschee Arg-e-Täbris in Täbris als suffa, die größer seien als beim Taq-e Kisra. Das Bedeutungsspektrum von suffa umfasst damit im eigentlichen Sinn Iwan als einen überwölbten halboffenen Raum und in der Vervielfältigung des einen Raums eine erhöhte Plattform oder ein Podium mit einem von mehreren Säulen oder Arkaden getragenen Dach. Neben dieser architektonischen Vergrößerung kann suffa in einer Verkleinerung der Dimension auch eine Nische oder Einbuchtung in der Wand bedeuten.
Ein Vier-Iwan-Schema ist seit der spätmittelalterlichen persischen Literatur auch als chahār suffa bekannt. Im Geschichtswerk Tārīch-i ʿAbbāsī des Dschalal ad-Din Muhammad heißt es zum Jahr 1598, er (Schah Abbas I.) habe den Bau einer großen Zisterne mit vier Iwanen (chahār suffa), vier Räumen (chahār hudschra) und einem großen Wasserspeicher in der Mitte angeordnet. Im Persischen kann in der Region Yazd ein Gebäude mit einem Iwan als tak suffa, mit zwei Iwanen als du suffa und mit vier Iwanen als char suffa bezeichnet werden. Die Sommermoschee (masdschid-i sayfi) auf dem Gelände des Anfang des 14. Jahrhunderts gegründeten ilchanidischen Gebäudekomplexes Rabʿ-e Raschidi mit Bibliothek, Krankenhaus, Tekke (chāneqāh) und Schule in Täbris wurde auch suffa-i sadr genannt. Sadr meint hier übertragen vom religiösen Ehrentitel einen dem Eingang gegenüberliegenden Raum für Würdenträger. Die offenen Kolonnaden einer zentralasiatischen Sommermoschee werden entsprechend der vergrößerten Wortbedeutung suffa oder Iwan genannt.

## Herkunft der Bauform

### Iwan

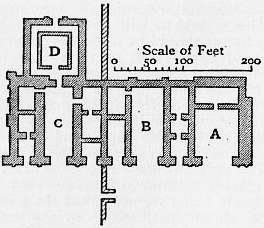
Grundplan des parthischen Palastes in Hatra. Drei monumentale Iwane in einer Reihe

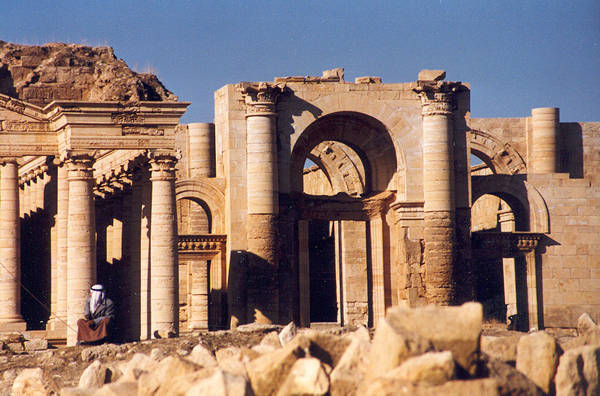
Hatra, Palastfassade

Zur Herkunft des Gewölbetyps als solchem und der kreuzförmigen Vier-Iwan-Anlage existieren mehrere Theorien. Abgelehnt werden heute ältere Vorschläge, wonach sich die Iwan genannte Gewölbeform in Mesopotamien und dort etwa aus den Wohnhäusern (mudhif) der Marsch-Araber, deren Tonnendach aus Schilfrohr gefertigt ist, entwickelt habe. Eher wahrscheinlich erscheint eine Verbindung zwischen der Anordnung des tablinum im Grundplan des antiken römischen Hauses und den iranischen oder mesopotamischen Gewölbebautechniken. Die Möglichkeit einer solchen Herkunft ist zumindest historisch plausibel: Die ersten bekannten Iwane finden sich in der von den Parthern beeinflussten Architektur im Irak, die wiederum vom Hellenismus geprägt wurde. Im 1. Jahrhundert kam der Iwan in Hatra und anderen, im Machtbereich der Parther befindlichen Gebieten in Mesopotamien häufig im Bauplan von Tempeln, Palästen und anderen weltlichen Gebäuden vor. Die Grundannahme dieser Theorie, dass das monumentale Gewölbe in Mesopotamien entwickelt worden sei, wird jedoch mit Verweis auf antike Gewölbe im Mittelmeerraum angezweifelt. Außerdem gab es in Nisa, der ersten Hauptstadt der Parther, zwar monumentale Kuppelbauten, jedoch noch keine Iwane. Der älteste in den Ruinen erkennbare Iwan im parthischen Kernland befand sich möglicherweise im Palast (oder Feuertempel) von Kuh-e Chwadscha in der iranischen Provinz Sistan, falls dessen Datierung in die parthische und nicht in die sassanidische Zeit zutrifft. Die Identifikation als Feuertempel beruht auf einem Altar im zentralen Kuppelbau.
Als eine mögliche Vorstufe für die Entwicklung des Iwan wurde das zwischen Anatolien, Syrien, Westiran und Mesopotamien weit verbreitete Hilanihaus angeführt, bei dem der Zugang zu einem rechteckigen Saal durch einen breiten Portikus in einer Längsseite von einem geschlossenen Hof erfolgte. Die ältesten eisenzeitlichen Hilanis mit von Holzsäulen gestützten Portiken (assyrisch bīt ḫilāni, „Säulen-Haus“, verwandt mit hethitisch ḫilammar) stammen aus der Mitte des 2. Jahrtausends v. Chr. (Palast des Yarim-Lim in Alalach, 17./16. Jahrhundert v. Chr.) Der prächtigste bekannte Hilani war der Palast in Tell Halaf aus dem 9. Jahrhundert v. Chr. Die figuralen Säulen von dessen monumentalem Portal zieren heute den Eingang des Nationalmuseums in Aleppo. Ein weiterer Hilani wurde zu Beginn des 7. Jahrhunderts in Tell Schech Hamad in eine bestehende Gebäudestruktur integriert. Laut einer Inschrift führte der König des Neuassyrischen Reiches Sargon II. (reg. 721–705 v. Chr.) den Typ des Hilani-Palastes aus dem Hatti-Land (gemeint die späthethitischen Siedlungsgebiete in Nordsyrien) in seiner Hauptstadt Dur Šarrukin ein, geschmückt mit acht Bronzelöwen vor der Fassade. Der Vergleich mit dem Iwan rührt daher, dass der Breitraum des Hilani der älteste, nach außen zu einem Hof geöffnete Architekturtyp war.

### Vier-Iwan-Schema
Ein dem Vier-Iwan-Schema entfernt ähnlicher Gebäudegrundriss wurde bei der Ausgrabung des Eanna, des heiligen Bezirks von Uruk, in der Schicht V–IVa (4. Jahrtausend v. Chr.) entdeckt. Hierzu gehörte eine als Palast E bekannte Anlage mit einem quadratischen zentralen Hof, die an allen vier Seiten von Gebäuden umgeben war, darunter mehreren zum Hof orientierten, sehr schmalen Räumen, deren Lage ungefähr an Iwane erinnert. Die Anlage unterscheidet sich in ihrer Struktur von Tempeln, weshalb sie als Palast bezeichnet wird, auch wenn es Nebenräume eines religiösen Gebäudekomplexes gewesen sein könnten.
Der parthische Palast von Assur aus dem 1. bis 3. Jahrhundert n. Chr. wird als erste typische Vier-Iwan-Anlage genannt. Die Iwanfassade könnte vom römischen Triumphbogen beeinflusst sein.

## Parthische und sassanidische Zeit

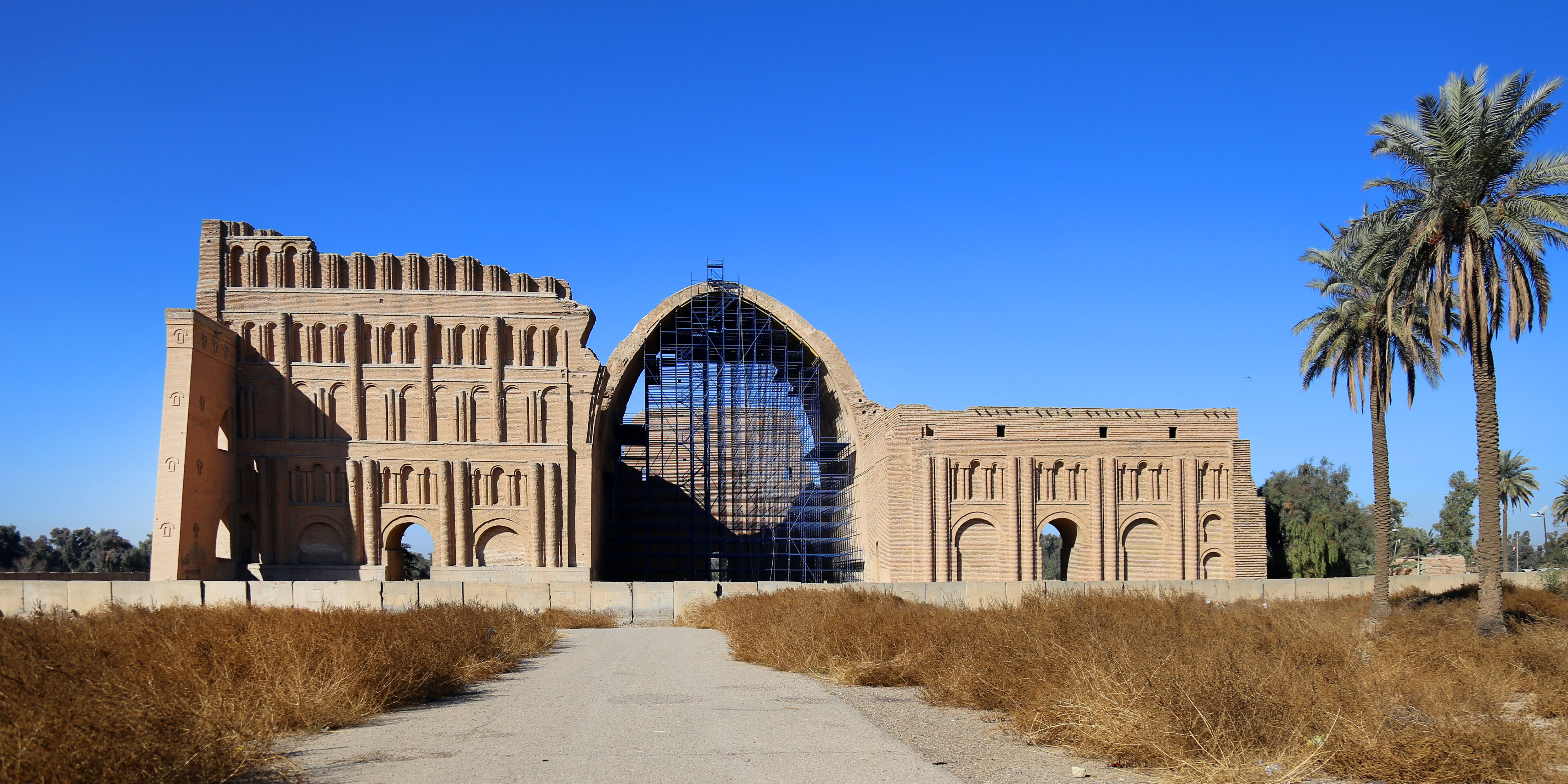
Beim Palast des Sassanidenkönigs Chosrau I. (reg. 531–579) Taq-e Kisra nahe Bagdad stellte der Iwan das dominierende Architekturelement der Gesamtanlage dar.

Die nordmesopotamische Hauptstadt eines Fürstentums, Hatra, war zu ihrer Blütezeit Anfang des 2. Jahrhunderts von zwei beinahe kreisrunden, sechs und acht Kilometer langen Wällen umgeben. Im Zentrum befand sich ein rechteckiger Tempelbezirk (Temenos) von etwa 100 Metern Länge, zu dem ein Saal mit acht Iwanen gehörte. Geschlossene Räume fehlten in Hatra dagegen, weshalb Ernst Herzfeld 1914 vermutete, in den weitläufigen Höfen könnten Zelte aufgestellt gewesen sein, in denen sich das Alltagsleben abspielte. Im Tempel wurde vermutlich der Sonnengott Šamaš verehrt. Hierauf deuten eine Inschrift im größten quadratischen Iwan, der vermutlich ein zoroastrischer Tempel war, und das Symbol des Sonnengottes, ein Adler mit ausgebreiteten Flügeln. Die Skulpturen und Hochreliefs an den Iwanen machen Hatra zum bedeutendsten Platz der parthischen Kunst.
Stilistische Details der parthischen Kunst finden sich später bei den Sassaniden wieder. Die ausgedehnte Festung Qal’a-e Dochtar in der iranischen Provinz Kerman wurde von Ardaschir I. (reg. 224–239/240), dem Begründer des Sassanidenreichs, vor seiner siegreichen Entscheidungsschlacht über die Parther 224 erbaut. Der innere Palast der von Westen nach Osten orientierten Anlage befand sich auf der Höhe der dritten Terrasse, von der ein langgezogener Iwan nach Osten abging. Ein Durchgang in der Rückwand des Iwan führte zu einem quadratischen Kuppelsaal von 14 Metern Seitenlänge. Hier wurden Spuren zeremoniell verwendeter Einrichtungsgegenstände gefunden. Der Kuppelsaal war an den drei übrigen Seiten von Nebenräumen umgeben, die insgesamt innerhalb einer kreisrunden Außenmauer lagen, die eine Art Donjon bildete. Die königlichen Audienzen fanden wahrscheinlich im großen Iwan statt.
Zu den Gebäuden der sassanidischen Residenzstadt Bischapur in der heutigen Provinz Fars gehörte ein Palast mit einem quadratischen offenen Hof von 22 Metern Seitenlänge, der durch vier Iwane in den Seitenmitten einen kreuzförmigen Grundplan erhielt. Roman Ghirshman, der den Ort zwischen 1935 und 1941 ausgrub, behauptete, das gesamte Bauwerk sei überkuppelt gewesen, was jedoch aus statischen Gründen problematisch erscheint. Ein kleineres quadratisches Gebäude, das nordöstlich angrenzte, bezeichnete Ghirshman als den zentralen Saal einer Drei-Iwan-Anlage, was den sassanidischen Charakter des Gebäudes betont hätte. Offensichtlich stammen die Bodenmosaiken aus älterer Zeit und wurden ihrem Stil nach von römischen Handwerkern verlegt. Die Iwane entstanden später und unabhängig von den Mosaiken, die mit einem anderen Fußboden überdeckt wurden. Diese Frage wird im Zusammenhang mit dem eher westlichen oder östlichen Einfluss auf die Baukunst der Sassaniden diskutiert.
Der große der beiden unter Chosrau II. (reg. 590–628) um 625 aus einer Felswand geschlagenen Iwane von Taq-e Bostan in der Nähe der iranischen Stadt Kermānschāh ist mit fein ausgearbeiteten, figürlichen Reliefs ausgestaltet, auf denen Krönungszeremonien und zwei Jagdszenen zu sehen sind. Der sassanidische König erscheint als göttlicher Herrscher, für den im Iwan vermutlich ein Thron bereitstand. Die ornamentalen Details und die Kleidung der Figuren sind ein wesentlicher Vergleichspunkt für die zeitliche Einordnung frühchristlicher Motive im Nahen Osten.

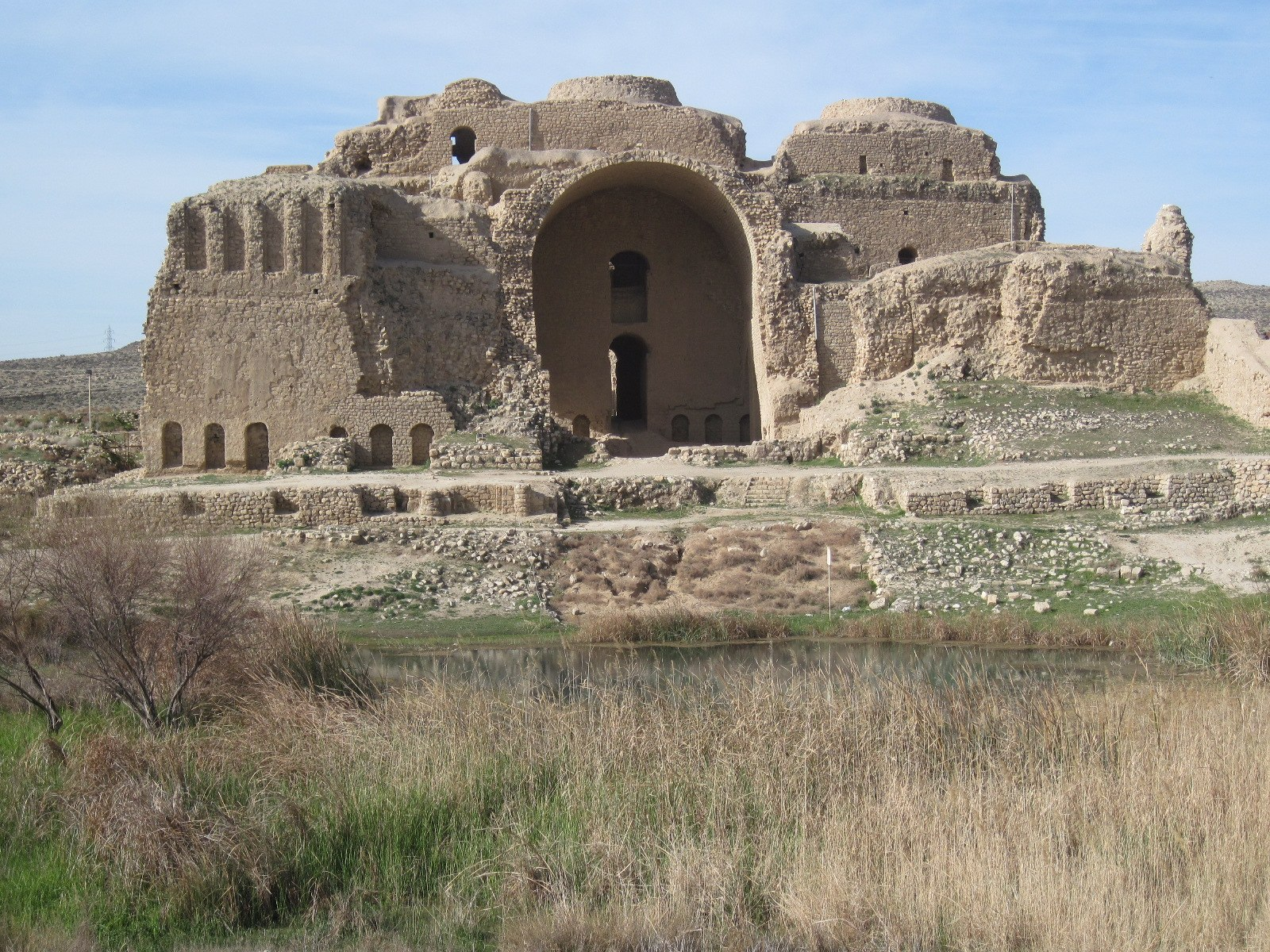
Iwan des 224 n. Chr. erbauten Palastes des sassanidischen Königs Ardaschir I. in der Ebene der Ruinenstadt Gur nahe Firuzabad

Der Palast von Chosrau II., Qasr-e Schirin, benannt nach der Gemahlin des Herrschers, Schirin, oder nach dem Herrscher selbst als Imaret-i Chosrau, liegt in der Provinz  Kermānschāh an der Grenze zum Irak. Die Gebäude waren Anfang der 1890er Jahre bereits stark zerstört, als sie der Erstbeschreiber J. de Morgan besuchte. Sein Plan, den er von den Trümmern anfertigte, zeigt eine Reihe von kleineren Räumen um einen langrechteckigen Innenhof und an seiner Schmalseite einen hohen Kuppelbau mit einem flach gedeckten Gebäude davor, dessen Dach von zwei seitlichen Säulenreihen getragen wurde. Als Gertrude Bell um 1920 den Ort besuchte, zeichnete sie einen anderen Plan mit einem wesentlich kleineren Portalbau in Gestalt eines Iwan ohne Säulen. Ein Iwan, der wie in Qal’a-e Dochtar und Qasr-e Schirin einem Kuppelsaal vorgelagert ist, war eine typische Kombination in der sassanidischen Architektur; die Säulenhalle war den Sassaniden hingegen unbekannt. Lionel Bier hält daher de Morgans Zeichnung mit Säulen für ein Fantasieprodukt, das an den sassanidischen Palast in Tepe Hissar (drei Kilometer südöstlich von Damghan) angelehnt ist. Der in das 5. Jahrhundert datierte, also vor Qasr-e Schirin entstandene Palast von Tepe Hissar besaß vor dem zentralen Kuppelsaal einen Vorraum mit zwei, durch Rundarkaden verbundenen Säulenreihen. Die jeweils drei massiven Säulen aus gebrannten Ziegeln trugen ein breites mittleres und schmale seitliche Tonnengewölbe. Für Lionel Bier ist diese Architekturform in sassanidischer Zeit eine Ausnahme.
Das Haupterbe der sassanidischen Architektur sind die Kuppelbauten mit Trompen, die in den Raumecken zum Grundkreis der Kuppel überleiten und erstmals am Palast von Ardaschir I. in Firuzabad voll entwickelt auftreten, und das große Iwangewölbe. Häufig bildeten Kuppelsaal und Iwan das von Nebengebäuden umgebene Zentrum einer Palastanlage, in Firuzabad bestand der Palast nur aus dieser Kombination. Die Einführung des Iwan löste die konstruktive Verwendung von Säulen in der achämenidischen und hellenistischen Zeit ab. Dies zeigt sich vor allem an den Palastbauten, die – wenn auch nicht sehr zahlreich – der am besten untersuchte sassanidische Architekturtyp sind. Beim Tag-e Kisra in Ktesiphon überspannt ein 30 Meter hoher Iwan einen 25 Meter breiten und 43 Meter langen Saal. Ebenso im Zentrum des Gebäudes befand sich der Iwan des ungefähr zur selben Zeit entstandenen Palastes von Tacht-e Suleiman.

## Islamische Zeit

### Profanbauten

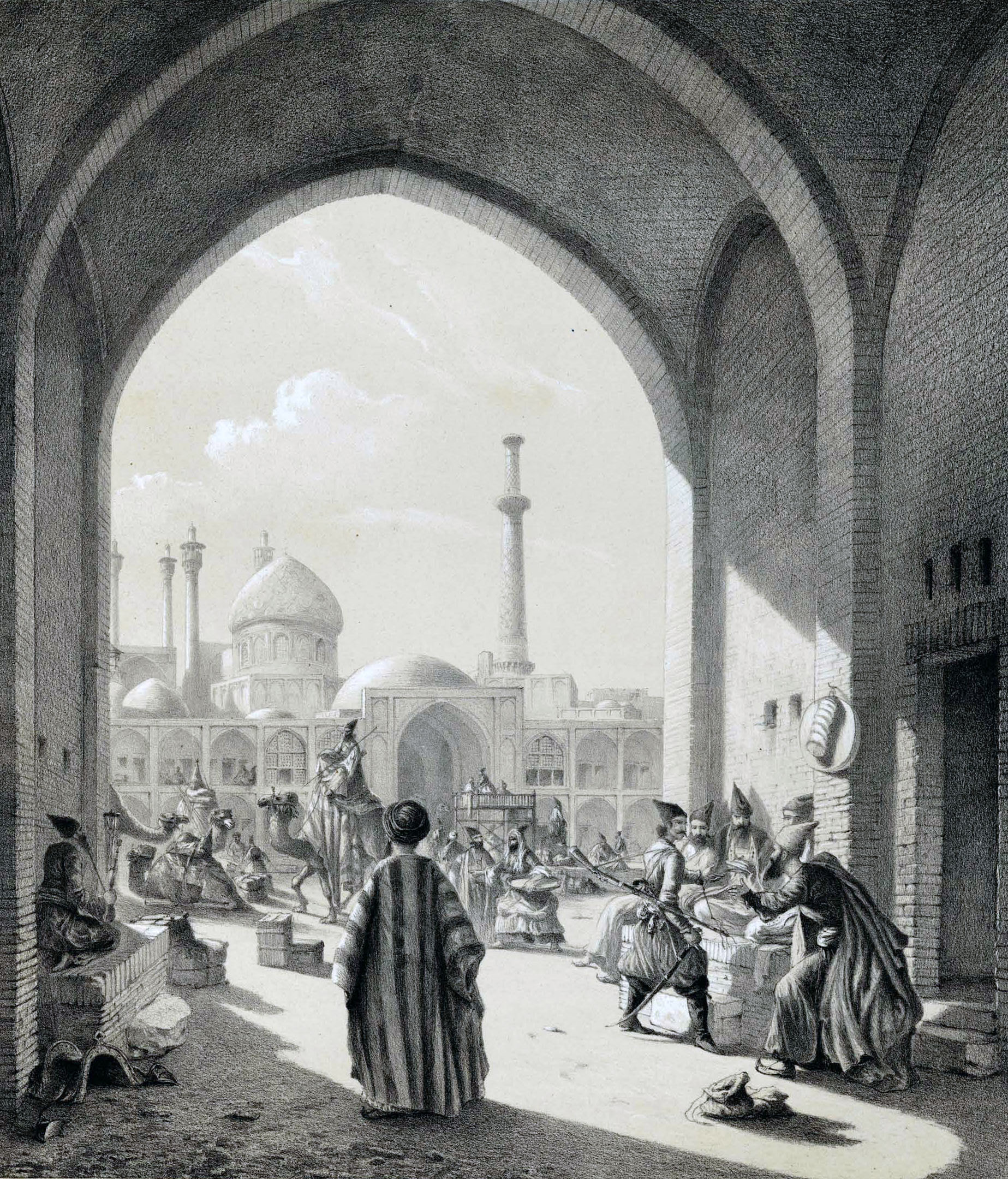
Karawanserei in Isfahan. Eingang in den großen Hof nach dem Vier-Iwan-Plan. Zeichnung des französischen Malers Eugène Flandin von 1840, veröffentlicht in Voyage en Perse, 1851.

Die Form und Bedeutung des Iwan in der sassanidischen Palastarchitektur ging in die Palastbauten der frühislamischen Zeit über. Kufa im Irak mit einem Palast (dār al-imāra, „Haus des Emirs“) im Zentrum gehört zu den frühesten Stadtgründungen der Umayyaden, der Ort wurde 638 als Militärlager angelegt. Der Vier-Iwan-Plan taucht in islamischer Zeit zuerst unter anderem in Kufa, im umayyadischen Palast in der Zitadelle von Amman, im Palast von Abū Muslim (um 720–755) in Merw und beim Heraqla genannten Siegesmonument des abbasidischen Kalifen Hārūn ar-Raschīd (kurz nach 900) auf.
Frühislamische Paläste im persischen Raum sind fast nur in literarischen Quellen überliefert. Der persische Geograph al-Istachri (erste Hälfte 10. Jahrhundert) beschrieb den zwischen 747 und 755 erbauten Palast des Abū Muslim in Merw. Demnach befand sich in dessen Zentrum ein Kuppelsaal aus gebrannten Ziegeln, in dem sich der Herrscher aufhielt. Von innen gab es einen Zugang zum flachen Teil des Daches. Nach allen vier Himmelsrichtungen öffnete sich der Saal zu einem Iwan und jedem Iwan war ein quadratischer Hof vorgelagert. Die bei al-Istachri fehlenden Größenangaben des Palastes lieferte der Historiker Hamdallah Mustaufi (1281–1344). K. A. C. Creswell zeichnete aus diesen Angaben den Grundplan einer kreuzförmigen Anlage mit vier rund 30 Meter langen und halb so breiten Iwanen. Egal wie übertrieben die Größenangaben sein mögen, der Plan verweist auf den sassanidischen Palast von Ktesiphon.
Auffällig ist laut Creswell die Ähnlichkeit zwischen dem Palast in Merw und dem wenige Jahre später, zwischen 762/3 und 766/7, erbauten Palast des Kalifen und Mörder Abū Muslims  al-Mansūr in Bagdad. Für die Gründung von al-Mansūrs Runder Stadt ist der Historiker at-Tabarī die Quelle. Die Stadtanlage bestand aus einer inneren und einer äußeren kreisförmigen Befestigung, die von vier, in den Achsenkreuzen liegenden Stadttoren durchbrochen waren. Vorbilder für runde Stadtanlagen lassen sich einige finden, von der aramäischen Stadt Samʼal (Anfang des 1. Jahrtausends v. Chr.) bis zum parthischen Hatra (1. Jahrhundert n. Chr.). Die Stadttore waren nach der Stadt oder Provinz benannt, zu der die jeweilige Ausfallstraße führte: das Kufa-Tor im Südwesten, das Basra-Tor im Südosten, das Chorasan-Tor im Nordosten und das Damaskus-Tor im Nordwesten. Im Zentrum lag der Palast; seine vierfache Größe gegenüber der angrenzenden Moschee verdeutlicht die Machtstellung des Herrschers gegenüber der Religion. Die vier Iwane des Palastes lagen auf den Straßenachsen, die sich somit in dessen Kuppelsaal kreuzten. Ein zweiter Audienzsaal, der über dem unteren Kuppelsaal gelegen haben soll, war ebenfalls von einer Kuppel gedeckt, die dem Palast den Namen Qubbāt al-ḫaḍrā (in der Bedeutung „Himmelskuppel“) gab, bevor diese Kuppel im Jahr 941 bei einem Sturm einstürzte.

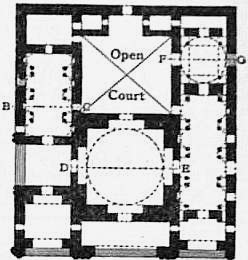
Grundplan des Palastes von Sarvestan

Einer der wenigen erhaltenen Paläste aus wahrscheinlich frühislamischer Zeit ist die auf freiem Feld stehende Ruine südlich der Stadt Sarvestan in der Provinz Fars. Oleg Grabar folgte noch 1970 der erstmals 1910 von Ernst Herzfeld geäußerten Ansicht, dass es sich um einen sassanidischen Palast aus dem 5. Jahrhundert handeln müsse. Oscar Reuthers Rekonstruktionsversuch in diesem Verständnis erschien 1938. Nach genaueren Untersuchungen legte sich Lionel Bier (1986) jedoch auf eine Bauzeit zwischen 750 und 950 n. Chr. fest, die Grabar für plausibel hält. Das Gebäude mit den im Vergleich zu den städtischen Herrscherhäusern bescheidenen Maßen von 36 × 42 Metern gilt ungeachtet seiner zeitlichen Einstufung als bedeutendes Beispiel der iranischen Architekturgeschichte. Eine Treppenflucht an der nach Westen orientierten Hauptfassade ist durch zwei Wandsegmente mit Halbsäulen in drei Bereiche unterteilt. Die mittleren Stufen führen durch einen breiten, aber kurzen Iwan in einem quadratischen Saal mit knapp 13 Metern Seitenlänge, der von einer hohen Kuppel überwölbt wird. Lionel Bier vergleicht dessen Form und Lage im Gebäude mit der Architektur des Tschahar Taq. Für die Funktion als zoroastrischer Feuertempel fehlen jedoch entsprechende Einbauten. Südlich des Haupteingangs führt ein kleinerer Iwan in einen langen, tonnenüberwölbten Gang, nördlich des Haupteingangs ist über die Stufen ein kleiner Kuppelraum zu erreichen. Der zentrale Kuppelsaal ist über einen weiteren Iwan von der Nordseite zugänglich. Ein quadratischer Hof schließt sich im Osten an den Kuppelsaal an. Die Möglichkeit, durch Türöffnungen über alle Iwane, Korridore und den Hof den Kuppelsaal (rituell) zu umschreiten, nimmt Oleg Grabar als Argument, um dennoch die Funktion als sakrales Gebäude in Betracht zu ziehen und verweist auf den ähnlich komplexen Grundriss des Feuertempels Tacht-e Suleiman.
Der sassanidische Einfluss auf die islamischen Bauten wird unterschiedlich bewertet. Bei Mschatta, einem der Wüstenschlösser in Jordanien, hält Robert Hillenbrand die Zentralität der Hofanlage für das wesentliche iranische Element und betont ansonsten die Drei Konchen in jeder der vier Wände einer quadratischen Pfeilerhalle im Norden des großen Hofes als einen byzantinischen Einfluss. Die vier Iwane gehen entweder von einem zentralen Kuppelsaal oder von einem offenen Innenhof aus. Beide Formen finden sich in der abbasidischen Stadt Samarra (833–892). Die fünf Paläste in und um Samarra besaßen einen zentralen Kuppelsaal mit vier kreuzförmig abgehenden Iwanen. Hinzu kam das neben der Abu-Dulaf-Moschee ausgegrabene Rasthaus des Kalifen al-Mutawakkil (reg. 847–861), das aus zwei Innenhöfen mit je vier Iwanen bestand.
Der kreuzförmige Grundplan mit einem Hof oder einem Kuppelsaal im Zentrum kam auch in späterer Zeit häufig in der Palastarchitektur vor. Yasser Tabbaa zählt acht Paläste auf, die zwischen 1170 und 1260 einen Vier-Iwan-Plan besaßen: die Residenz Qasr al-Banat in ar-Raqqa, deren erhaltene Reste aus der Zeit des Herrschers Nur ad-Din im 12. Jahrhundert stammen; der kleine Kuppelbau des Adschami-Palastes von Aleppo aus dem Anfang des 13. Jahrhunderts; die Festung Qal’at Najm bei Manbidsch in Nordsyrien; der ayyubidische Palast in der Saladinsburg (Qalʿat Salah ed-Din); der Palast (sarāy) in der Zitadelle von Bosra; der ayyubidische Palast in der Zitadelle von Karak, der spätayyubidische Palast im Stadtteil Roda in Kairo und schließlich der artuqidische Palast in der Zitadelle von Diyarbakır.
Über die symbolische Bedeutung des Vier-Iwan-Plans in der islamischen Architektur löste der englische Architekturhistoriker K. A. C. Creswell 1922 eine kontroverse Diskussion aus. Creswell brachte die Zahl Vier im Plan der Madrasas von Kairo mit den vier sunnitischen Rechtsschulen (madhhab) in Verbindung. Gegen diese Theorie wurde zum einen die iranische und zum anderen die säkulare Herkunft der Bauform angeführt. Im Detail geht es noch darum, ob die traditionelle Wohnhausarchitektur oder die monumentale Palastarchitektur, die zu späteren Zeiten vorbildhaft für einfache Wohngebäude war, am Beginn der Entwicklung stand. Letzteres hält Yasser Tabbaa für wahrscheinlich.
Die Größe eines Innenhofes in einem frühislamischen Palast betrug durchschnittlich 62 × 42 Meter, der Innenhof in einem durchschnittlich großen, mittelalterlichen Palast maß lediglich etwa 7,5 × 7 Meter. In der Mitte befindet sich üblicherweise ein Brunnen. Der Hof des Adschami-Palastes in Aleppo, 150 Meter westlich der Zitadelle gelegen, besitzt beispielsweise einen 9,9 × 9,1 Meter großen Innenhof. Das Gebäude wird Matbach al-‘Adschami genannt, „Küche“ der Adschami, einer alten Adelsfamilie, deren Mitglieder zahlreiche öffentliche Gebäude und Paläste in der Stadt erbauen ließen. Der Bogen des Nordiwan ist umlaufend mit herunterhängenden kleeblattartigen Steinen außergewöhnlich prächtig verziert. Neben dem Vier-Iwan-Plan und einem Brunnen in der Hofmitte gehört zu einem mittelalterlichen städtischen Palast eine dreigeteilte Hoffassade – seitliche, den Iwan einrahmende Bögen, ein Portal mit Muqarnas und ein Reliefschmuck an den Wänden.
Die frühabbasidische Baukunst prägte im 9. und 10. Jahrhundert entscheidend die Architektur der Steppenkulturen Zentralasiens und wirkte bis nach China. Neben dem Iwan verbreiteten sich Nischen mit Muqarnas und Vielpass. Eine der klarsten Übernahmen abbasidischer Architektur ins südliche Zentralasien ist die Palastanlage Laschgari Bazar in der alten Stadt Bust am Fluss Hilmend im Südwesten von Afghanistan. Die im 7. Jahrhundert gegründete Stadt erlebte ihre Blütezeit unter den Ghaznawiden, für die Bust seit ihrer Machtübernahme 977 bis 1150 die zweite Hauptstadt war. Nachfolgend war die Stadt ein Machtzentrum der Ghuriden bis zu ihrer endgültigen Zerstörung durch die Mongolen 1221. Das bedeutendste Gebäude der heute über sechs bis sieben Kilometer ausgedehnten Ruinenstätte war die Palastanlage. Sie wurde teilweise aus gebrannten und ungebrannten Ziegeln errichtet und war über eine nach Süden verlaufende, 500 Meter lange Prachtstraße, die von Läden gesäumt war, am Ostufer des Hilmend mit der Stadt verbunden. Der insgesamt etwa 170 Meter lange und im Kernbereich 138 × 74,5 Meter messende Südpalast ähnelt in seinem Grundplan, seiner axialen Ausrichtung zur Stadt und dem gewaltigen Maßstab dem ab 836 erbauten abbasidischen Kalifenpalast von Samarra. Der rechteckige Innenhof von 63 × 48,8 Metern ist die erste klassische Vier-Iwan-Anlage nördlich des Iran. Der größere Nordiwan erhebt sich mit seiner Fassade über die anderen Bauten. Nach seiner Zerstörung zwischen 1155 und 1164 durch den Ghuriden Ala ad-Din wurde der Palast wiederaufgebaut und um weitere Gebäude im Westen und Nordosten erweitert. Der Hauptiwan im Norden führte in einen quadratischen Thronsaal.
Ein bedeutender, streng symmetrischer Vier-Iwan-Bau ist das 1154 erbaute Nuraddin-Krankenhaus (Maristan Nuri) in der Altstadt von Damaskus. Der Weg führt vom Hauptportal durch einen Kuppelraum und einen Iwan in den querrechteckigen Innenhof. Gegenüber der Eingangsseite im Osten befindet sich ein großer Iwan. Die Außenecken zwischen diesen beiden Iwanen und den kleineren Iwanen an den Schmalseiten des Hofes füllen Eckräume mit Kreuzgratgewölbe. Dort lagen die Kranken, während im Ostiwan die Untersuchungen stattfanden. Das Maristan Nuri diente abgesehen von seiner Vorbildfunktion in der Art der Krankenpflege als architektonisches Modell, das 300 Jahre später auch in Europa angekommen war. Das Ospedale Maggiore in Mailand aus dem Jahr 1456 wurde nach dem Muster einer Vier-Iwan-Anlage um einen großen Innenhof errichtet. Es war eines der ersten und das größte Krankenhaus im 15. Jahrhundert in Europa.
Der Hof-Iwan-Typ von Syrien und Irak gelangte in seldschukischer Zeit zunächst unverändert nach Anatolien, als es dort bereits Madrasas als Kuppelbauten gab. Das älteste erhaltene anatolische Krankenhaus mit einer Medizinschule ist die 1206 nach dem Vorbild von Marisan Nuri errichtete Şifaiye Medrese, auch Gevher Nesibe Darüşşifa, in Kayseri. Es besteht aus zwei Höfen und wurde von Sultan Kai Chosrau II. (reg. 1237–1246) für seine Schwester Gevher Nesibe gestiftet. Deren Türbe steht in einem der Höfe. Von den in mehreren anatolischen Städten im 12. Jahrhundert existierenden Krankenhäusern blieb keines erhalten. Das bedeutendste erhaltene Krankenhaus aus seldschukischer Zeit ist die Divriği-Moschee mit Krankenhaus (Divriği Ulu Camii ve Darüşşifa) von 1228/29 in der gleichnamigen Stadt. Das an die fünfschiffige Pfeilerhalle der Moschee angebaute Krankenhaus ist ein geschlossener Kuppelbau mit vier kreuzförmig angeordneten Iwanen um den zentralen Saal. Die nachfolgend in Anatolien gebauten Krankenhäuser basieren auf dem syrischen Hof-Iwan-Typ, wurden jedoch durch mehrere überwölbte Räume nebeneinander um den zentralen Hof vergrößert. Neben dem Gevher Nesibe Darüşşifa waren dies das 1217 von Kai Kaus II. gegründete Sivas Darüşşifası (İzzedin Keykavus Darüşşifası) in Sivas und ein Krankenhaus in Konya. Etwas kleiner, aber eine ähnliche Anlage mit zwei Geschossen und Iwanen um einen Hof ist die Gök Medrese von 1275 in Tokat.

### Sakrale Bauten

#### Frühzeit

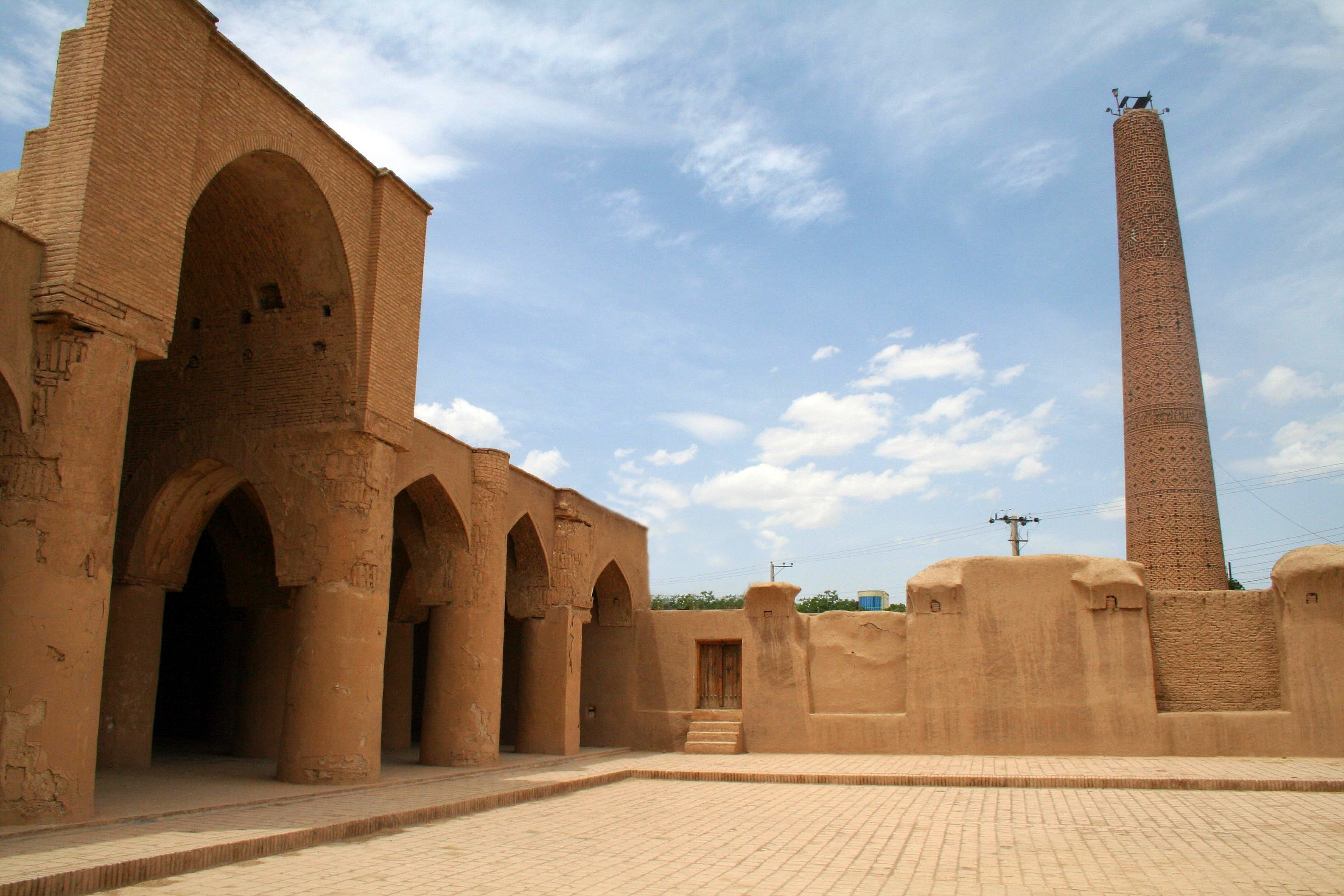
Hauptiwan der Moschee Tārichāne in Damghan. Vermutlich einzige erhaltene Moschee aus umayyadischer Zeit im Iran (kurz vor 750). Minarett laut Inschrift 1027/28

Der Iwan war in seinen Anfängen überwiegend ein Bauelement an Profanbauten. Durch seine Verwendung an monumentalen sassanidischen Palastgebäuden schien er gut geeignet, um die ebensolche repräsentative Wirkung als äußerer Eingang einer Moschee und als Eingang zum Heiligtum oder als heiliger Raum selbst zu entfalten. Tārichāne in Damghan ist die vermutlich früheste, im Iran gebaute Moschee. Barbara Finster datiert die sorgfältig restaurierte Moschee kurz vor die Mitte des 8. Jahrhunderts. Der rechteckige Hof ist ringsum von Säulenarkaden (riwāq) umgeben, beim Betsaal bilden sechs Säulenreihen sieben Schiffe. Das Mittelschiff ist breiter und durch einen weit über die seitlichen Arkaden hinausragenden Pischtak hervorgehoben. Es gibt bei dieser frühen Anlage noch keine starre Axialität, so befindet sich das Mittelschiff im Südwesten nicht in der Flucht mit dem Eingangsportal der Nordostseite und die Mihrabnische ist außermittig gegenüber dem Mittelschiff. Ähnliches gilt für die Freitagsmoschee (Masjed-e Jom´e) von Nain, die Anfang des 9. Jahrhunderts gegründet und um 960 erstmals und seitdem mehrfach umgebaut wurde, sodass ihr ursprünglicher Grundplan schwer zu ermitteln ist. Wie in Damghan besitzt die Moschee von Nain auf drei Seiten Säulenhallen um den Innenhof, der an der Eingangsseite von einer Arkadenreihe begrenzt wird. Frühislamische Moscheen im Iran mit uniformen Säulenhallen werden nach der Herkunft dieses Moscheetyps als „arabisch“ oder als „Kufa-Typ“ bezeichnet. Die nicht mehr erhaltene Moschee von Kufa aus dem Jahr 670 besaß fünf gleichmäßig angeordnete Säulenreihen vor der Qibla-Wand und zweireihige Hofarkaden. Der zentrale Betsaal ist nach sassanidischem Vorbild durch einen etwas breiteren und gegenüber den beiden seitlichen Bögen leicht überhöhten Iwan gekennzeichnet. Die einfachste Form einer solchen Anlage mit drei auf die Mitte zentrierten Iwanen in einer Reihe sind die aus dem Fels gehauenen Iwane von Taq-e Bostan.
Zu den etwa 20 Gebäuden, die im Iran aus der islamischen Zeit vor 1000 überlebt haben, gehört neben Damghan und Nain auch die Moschee in Neyriz (Niris) in der Provinz Fars. Bei dieser um 973 oder später entstandenen Freitagsmoschee wurde der zentrale Betsaal nicht überkuppelt, sondern als 7,5 Meter breiter und 18,3 Meter langer Iwan mit einem Tonnengewölbe überdeckt. Alireza Anisi datiert diesen ungewöhnlichen Iwan vor einer Qibla-Wand nicht ins 10. Jahrhundert wie Robert Hillenbrand, sondern ins 12. Jahrhundert. Die wenig bekannte Masdschid-i Malik in Kerman geht laut Anisi in ihren Anfängen bis in das 10./11. Jahrhundert zurück, der Iwan, der zunächst wie in Neyriz vor der Qibla-Wand lag, wurde wahrscheinlich nach einer Inschrift zwischen 1084 und 1098 errichtet. Im 19. Jahrhundert wurde dieser restauriert und ein Kuppelsaal angebaut, der den Mihrab in der Mitte der Qibla-Wand umgibt. An einen ursprünglich kleinen Betsaal wurde später ein breiter zentraler Iwan von 7,7 Metern Breite und 14,4 Metern Länge sowie eine den gesamten Innenhof umgebende Arkadenreihe hinzugefügt. Bis der Kuppelsaal nach einer Koraninschrift 1869/70 hinzukam, gab es wie in Neyriz einen zentralen Qibla-Iwan. Durch die verschiedenen Umbauten repräsentiert die Moschee heute einen klassischen Vier-Iwan-Plan mit einem Kuppelsaal in der Mitte der Qibla-Wand und einem vorgelagerten Hauptiwan.

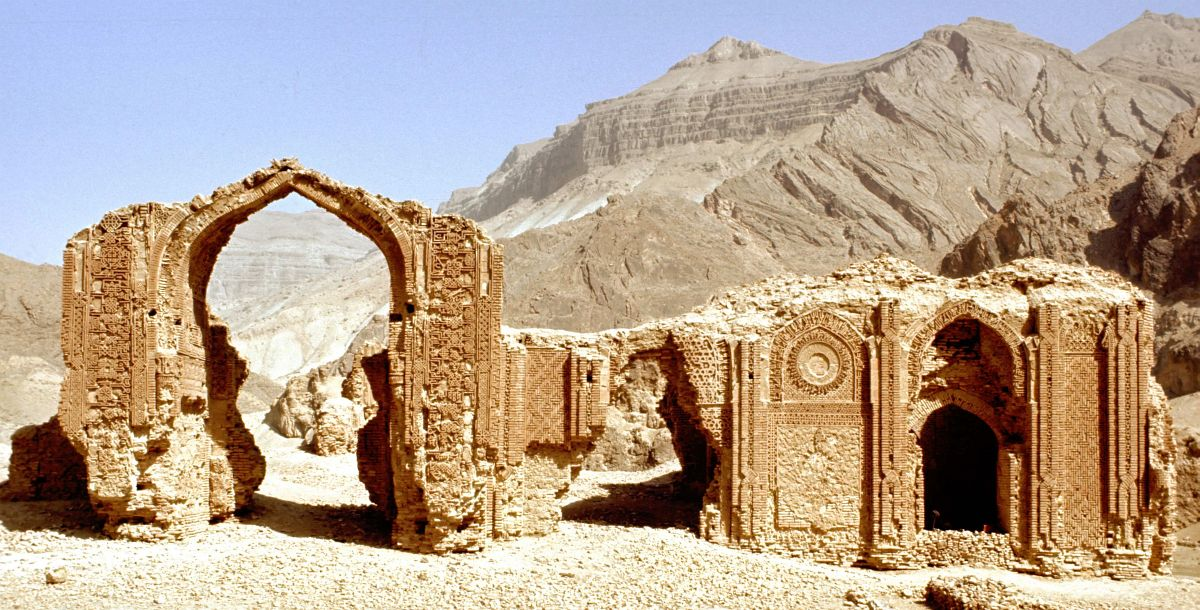
Madrasa Schah-i Maschhad von 1175/76. Die geringen Reste des äußerst aufwendig ornamentierten Gebäudes im Nordwesten Afghanistans wurden beim Krieg der Sowjetunion in Afghanistan Mitte der 1980er Jahre völlig zerstört. Foto von 1971

Die große iranische Hofmoschee entstand aus der Kombination der arabischen Säulenhalle, des zentralen Kuppelsaals und des Iwan bis zu ihrer ausgereiften Form unter den Seldschuken im 11. Jahrhundert. Als Vorbild für die Seldschuken, um diese Elemente im Moscheebau zusammenzufügen, gilt die zentralasiatische Madrasa, die wiederum dem chorasanischen Wohnhaustyp nahesteht. Unter den Ghaznawiden entstanden Anfang des 10. Jahrhunderts im östlichen iranischen Hochland Madrasas als eigenständige Unterrichtsgebäude. Bis dahin hatten Lehrer ihre Schüler in der Moschee oder in Privathäusern unterrichtet. Ab dem 11. Jahrhundert wurden Madrasas aus dauerhaftem Material errichtet. Eine der ältesten erhaltenen Madrasas überhaupt aus dieser Zeit ist Chodscha Maschhad (im Südwesten Tadschikistans). Dort sind zwei Kuppelsäle durch ein quer liegendes Tonnengewölbe zugänglich und miteinander verbunden. Die besondere Raumfolge zweier Qubbas könnte der mutmaßlichen Gründung als Mausoleum im 9. Jahrhundert geschuldet sein. Die älteste, inschriftlich (1175/76) datierte Madrasa im iranischen Raum ist die unter den Ghuriden gebaute Schah-i Maschhad in der nordwestafghanischen Provinz Badghis. Sie besaß mindestens zwei Iwane, möglicherweise einen Vier-Iwan-Plan mit zwei unterschiedlich großen Kuppelsälen auf einer, für eine Madrasa im 12. Jahrhundert ungewöhnlich großen Grundfläche von rund 44 × 44 Metern.
Die islamischen Missionare im 8. Jahrhundert trafen in dieser Region auf den Buddhismus als eine im Volk verbreitete Religion. Rund 100 Kilometer von Chodscha Maschhad entfernt befinden sich die freigelegten Reste des buddhistischen Klosters Adschina-Teppa aus dem 7. Jahrhundert, dessen Anlage aus einem Klostertrakt mit Versammlungshalle (Vihara) und Mönchszellen sowie aus einem sakralen Teil mit einem Stupa bestand. Der Grundplan beider nebeneinanderliegender, gleich großer Bereiche war das Vier-Iwan-Schema. Für die Entwicklung der zentralasiatischen Madrasas sind die buddhistischen Klöster ein möglicher Ursprung. Der Vier-Iwan-Hof wurde der verbindliche Bautyp für die Madrasa, von dort wurde er für die iranische Moschee übernommen und unter den Seldschuken verbreitet. Der Unterschied zwischen Madrasa und Moschee mit Vier-Iwan-Plan besteht im Wesentlichen in den Gebäudeteilen, die den Hof zwischen den Iwanen begrenzen. Anstelle der Schlafkammern für die Schüler treten bei der Moschee der Arkadenumgang (riwaq) und Pfeilerhallen für die Gläubigen.

#### Seldschuken
Der seldschukische Wesir Nizām al-Mulk (1018–1092) ließ einige bedeutende Madrasas errichten, die als Nizāmīya (al-Madrasa al-Niẓāmīya) bekannt sind, um seine schafiitische Rechtsschule (madhhab) zu verbreiten: 1067 in Bagdad, ferner unter anderem in Nischapur und in seinem Geburtsort Tūs. Allein in Bagdad soll es im 11. Jahrhundert 30 Madrasas gegeben haben.
In die Zeit zwischen etwa 1080 und 1160 fällt der Neubau oder die Erweiterung der bedeutenden seldschukischen Moscheen, bei denen allen ein Kuppelsaal mit vorgelagertem Iwan im Zentrum steht. Dieser bildet mit den drei anderen Iwanen in der Mitte der Arkadenreihen auf jeder Hofseite ein Achselkreuz. Die etwa zwölf bedeutenden, in dieser Zeit gebauten Moscheen prägten den von nun an bis heute standardisierten Vier-Iwan-Plan bei iranischen Moscheen und Madrasas und der Iwan wiederum prägt mit seiner schieren Größe und aufwendigen Gestaltung den ästhetischen Eindruck der Gesamtanlage. In Ägypten und Syrien sind Moscheen mit diesem Grundplan selten, häufiger kommt er dagegen – abgesehen von den Profanbauten – bei Madrasas vor.

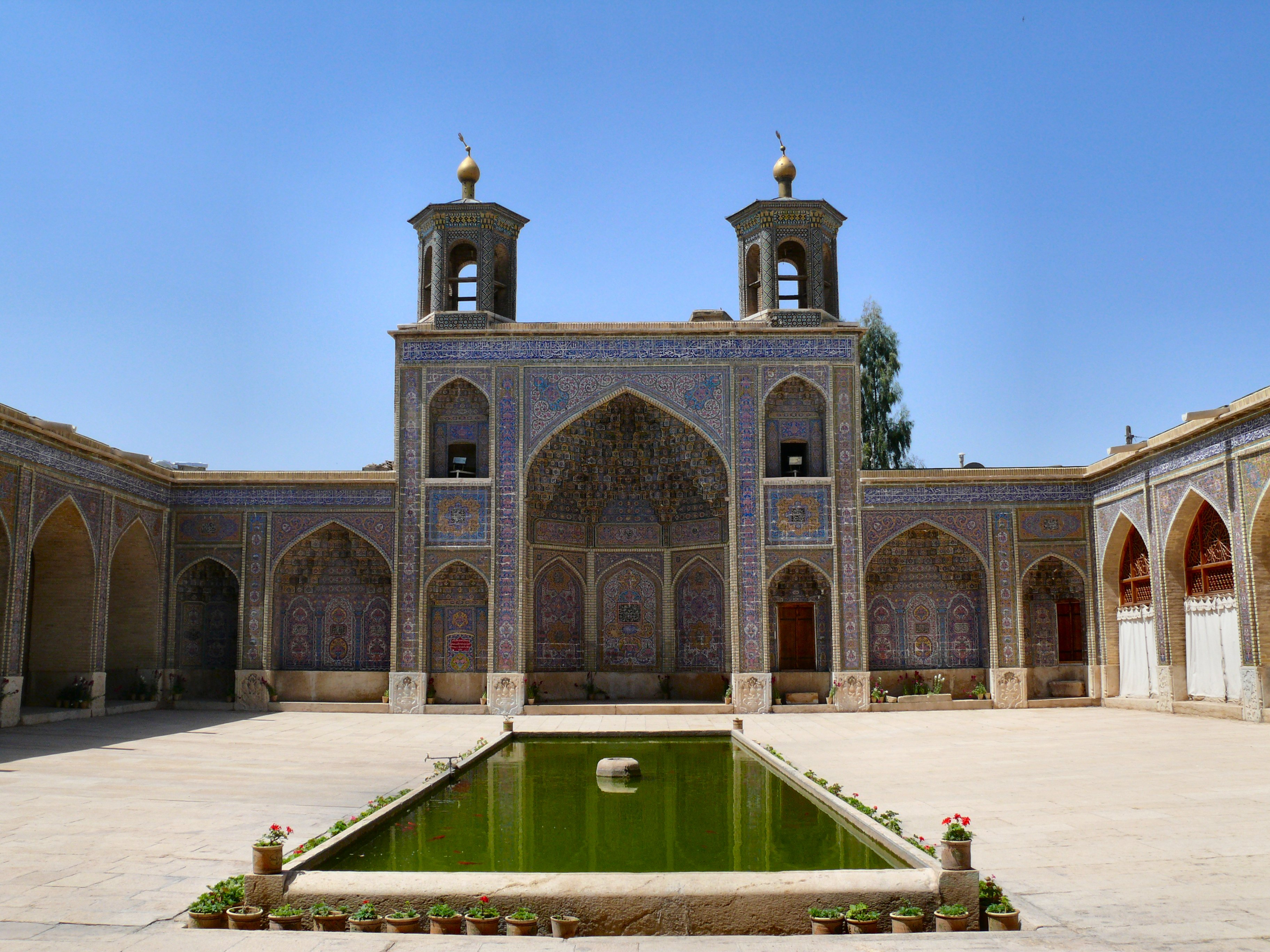
Westiwan der Nasir-ol Molk-Moschee von 1888 in Schiras. Zweigeschossige seitliche Verbreiterung des Iwan. Die Pavillons auf dem Dach sind dem indischen Mogulstil nachempfunden.

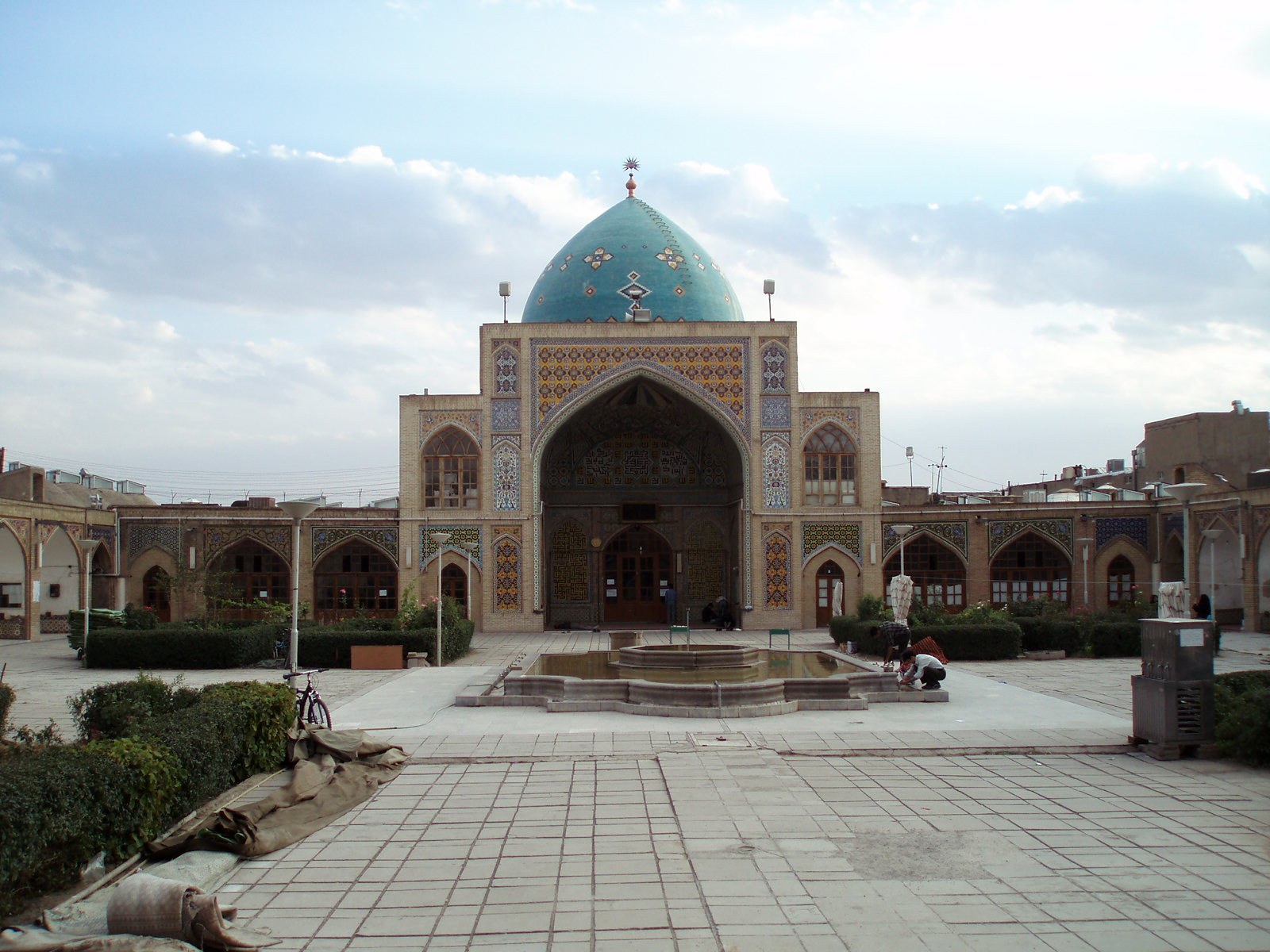
Hauptiwan der 1826 erbauten Freitagsmoschee von Zandschan. Seitliche Nischenbänder und getreppter Übergang

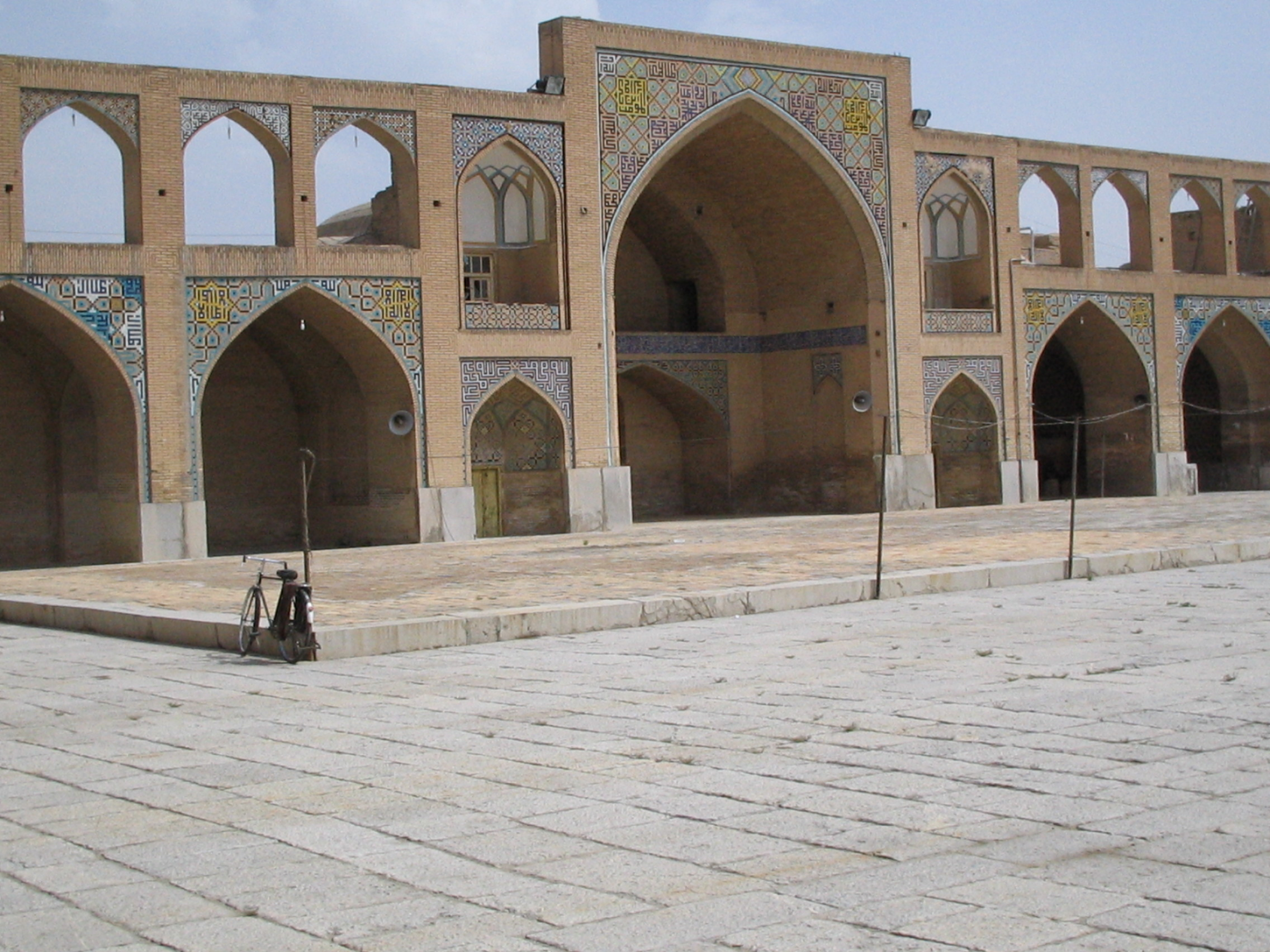
Masjid-i Hakim in Isfahan, 17. Jahrhundert. Anbindung des Iwan durch zweigeschossige Arkaden

Als erste datierte Moschee (1135/36) mit Vier-Iwan-Plan im Iran gilt die Große Moschee von Zavara (Zavareh), einem Dorf in der Provinz Isfahan nordöstlich von Ardestan. Die Anlage misst heute 18,5 × 29 Meter mit einem relativ kleinen Innenhof von 9,3 × 14 Metern und einem Minarett an der Südecke. Das Minarett stammt laut einem Inschriftband aus dem Jahr 1068/69. Die Iwanfassaden sind mit Stuckornamenten verziert. Die gestalterische Konzentration auf den Hauptiwan mit dem zentralen Kuppelsaal ging häufig auf Kosten der weniger aufwendig ausgeführten übrigen Gebäudeteile. Innerhalb des Hofmoschee-Konzepts gab es einen beträchtlichen Spielraum. Die heute stark zerstörte Freitagsmoschee von Gonabad in der Provinz Razavi-Chorasan von 1209 besaß nur zwei Iwane, die sich in einem schmalen Innenhof gegenüberstanden, ebenso wie die gleichfalls stark zerstörte Moschee von Farumad in der Provinz Semnan (nordöstlich von Schahrud) aus dem 13. Jahrhundert. Neben den großen Vier-Iwan-Anlagen und Hofmoscheen mit zwei Iwanen wurden auch weit einfachere Moscheen gebaut, beispielsweise die Masdschid Sangan-i Pa’in von 1140, die nur aus einem Kuppelsaal mit vorgelagertem Iwan und einem geschlossenen Hof besteht. Die seldschukische Freitagsmoschee von Semnan aus der Mitte des 11. Jahrhunderts zeichnet sich durch einen langen schmalen Hof vor einem hohen Iwan aus.
Die rum-seldschukischen Moscheebauten in Kleinasien haben eine andere Entwicklung als die persischen genommen. Die Ulu Cami (Freitagsmoschee) von Sivas, die in das 12. Jahrhundert zurückgeht, ist eine der wenigen anatolischen Hofmoscheen und verkörpert den arabischen „Kufa-Typ“, jedoch nicht mit Säulen-, sondern mit Pfeilerreihen. Speziell in Ostanatolien entstanden unter den Artuqiden mehrschiffige Moscheen, die offensichtlich von Syrien beeinflusst waren. Es kam zu basilikalen Anlagen mit einem breiteren und überhöhten Mittelschiff. Zur typisch türkischen Moschee wurde jedoch der Zentralkuppelbau. Als Rückbesinnung an den bald verschwundenen Innenhof bleibt anfangs wie bei der Divriği-Moschee ein „Schneeloch“ in der Kuppelmitte offen (durch das Schnee hereinfallen konnte). Der Iwan kommt bei Moscheen höchstens noch als Eingangsportal vor. Eine Ausnahme bildet die Cacabey Camii in Kırşehir von 1272/73, die zunächst als Medrese erbaut und später in eine Moschee umgewandelt wurde. Hier ist die Idee des Zentralkuppelbaus durch Überkuppelung eines Hofs mit vier Iwanen verwirklicht.
Die kleinasiatischen Madrasas aus rum-seldschukischer Zeit sind kleiner als die persischen. Man unterscheidet zwei Bauweisen, bei denen üblicherweise das Grabmal des Erbauers in der Anlage integriert ist. Neben dem Zentralkuppelbau gibt es Madrasas mit einem rechteckigen Innenhof (avlu) und gegenüber dem Eingang einem großen Iwan. Bei der Sırçalı Medrese in Konya von 1242 besitzt der ungefähr quadratische Iwan an der südlichen Rückwand eine Gebetsnische und seitliche Kuppelräume. Der kleine Grabraum des Gründers befindet sich an der Westseite direkt am Eingang. Heute ist das Grabsteinmuseum in dem Gebäude untergebracht.

#### Kadscharen
Im seldschukischen Moscheebau im Iran und Zentralasien wird der südwestliche (nach Mekka orientierte) Iwan durch seine Breite, Höhe und die Anbindung an den Kuppelsaal hervorgehoben und stellt mit seiner Umrahmung die imposanteste Fassade der gesamten Anlage dar. Die übrigen Iwane verlieren dagegen an optischer Präsenz. Lediglich der Pischtak als der hochgezogene Blendrahmen des Eingangsportals wirkt auf ähnliche Weise nach außen. Bis zur Kadscharendynastie (1779–1925) blieben diese Normen für die Moschee unverändert. Jegliche Experimente mit anderen Moscheetypen waren somit ausgeschlossen, wobei der Konservativismus sich nicht auf die Moscheearchitektur beschränkte, sondern gleichermaßen für die Paläste bestimmend war. Bei den Kadscharen ging die kulturelle Rückbesinnung so weit, dass sie erstmals seit über einem Jahrtausend Anleihen bei den sassanidischen Felsreliefs von Taq-e Bostan nahmen und mit figürlichen Steinreliefs die Fassaden von Palästen schmückten. Neu bei den Kadscharen war jedoch, dass sie nicht die bisherige Praxis übernahmen, reparaturbedürftige Moscheen zu restaurieren und durch Anbauten schrittweise zu verändern, sondern auch größere Moscheen zu großen Teilen abtrugen und anschließend neu aufbauten. Die Originalität der kadscharischen Architektur zeigt sich kaum an den religiösen Bauwerken, sondern an der Palastarchitektur und dort in der Art, wie die Fassaden durch Fliesen und andere Dekorationselemente gestaltet wurden.
Die wesentliche Änderung, welche die Kadscharen bei der Hofmoschee einführten, betraf die Höhe des Hauptiwan. Diese hatte, ausgehend von Tārichāne (Mitte 8. Jahrhundert), in und nach der seldschukischen Zeit noch zugenommen und unter den Ilchanen (1256–1353) und Timuriden (1370–1507) ihr Maximum erreicht. Beispielsweise überragte der 1424/25 datierte Iwan der Freitagsmoschee von Semnan mit 21 Metern Höhe die gesamte Innenstadt. Der Hang zur riesigen Größe ist besonders an Sakralbauten der zentralasiatischen Hauptstädte Samarqand und Buchara erkennbar. Die 1399 gegründete Bibi-Chanum-Moschee in Samarqand strebt mit praktisch jedem Bauteil in die Höhe. Das Eingangsportal und die Fassade des Hauptiwan werden durch seitliche, weit nach oben ragende Rundtürme zusätzlich gelängt. Der Vier-Iwan-Plan ist hier durch Kuppelbauten anstelle der seitlichen Iwane modifiziert. Im Unterschied zu der mit Stuck und Keramikfliesen reich ornamentierten Bibi-Chanum-Moschee sollte bei der Vier-Iwan-Anlage von Ziyaratgah bei Herat die reine gewaltige Form beeindrucken. Diese Freitagsmoschee von 1482 präsentiert sich schmucklos streng.
Die Architekten der Kadscharen bemühten sich, nicht gegen die Tradition zu arbeiten, also die Dominanz des Hauptiwan beizubehalten, und den Hauptiwan dennoch optisch in seiner Höhe gegenüber den seitlichen Arkaden zu mindern. Hierzu wandten sie unterschiedliche Gestaltungsmethoden an, mit denen die bisherige Strenge der unvermittelt senkrecht emporwachsenden Iwane durch gewisse Bindeglieder gemildert werden sollte. Eine davon war ein zweigeschossiger Anbau in der Höhe des Iwan zu beiden Seiten, wodurch dessen Hochkantfassade annähernd zu einem Quadrat (Nasir al-Mulk-Moschee von 1888 in Schiras) oder zu einem Breitformat wurde (Ostiwan der Freitagsmoschee von Zandschan). Hiervon abgewandelt fungiert ein Nischenband zur seitlichen Verbreiterung des Iwan (Südiwan der Schah-Moschee in Qazvin). Eine weitere Möglichkeit war, durch halbhohe seitliche Zwischenglieder einen getreppten Übergang zu den Arkaden zu schaffen (Südiwan der Freitagsmoschee von Zandschan). Eine beinahe liegende Gestalt erreicht der Hauptiwan der Freitagsmoschee von Kermānschāh durch halbhohe seitliche Anbauten, die breiter als der Iwan sind. Eine seltener ausgeführte Variante zur harmonischeren Einbindung des Iwan ist die Erhöhung der umlaufenden Fassade durch zweigeschossige Arkaden (Masjid-i Sayyid in Isfahan).
Um dennoch die Qibla-Fassade zu betonen, errichtete man auf den Ecken der Iwanfassade kleine minarettartige Türme, aus dem mogul-indischen Stil übernommene Pavillons oder in manchen Fällen iranische Windtürme (bādgir). Die Minarette hatten seit den Safawiden eine Säkularisierung erfahren und dienten unter den Kadscharen nicht mehr dem Muezzin zum Gebetsruf. Stattdessen bestieg der Muezzin einen Guldasta genannten Holzpavillon, der in der Dachmitte auf dem Hauptiwan aufgestellt war. Manche Guldastas wurden später unter europäischem Einfluss durch einen Uhrturm ersetzt.

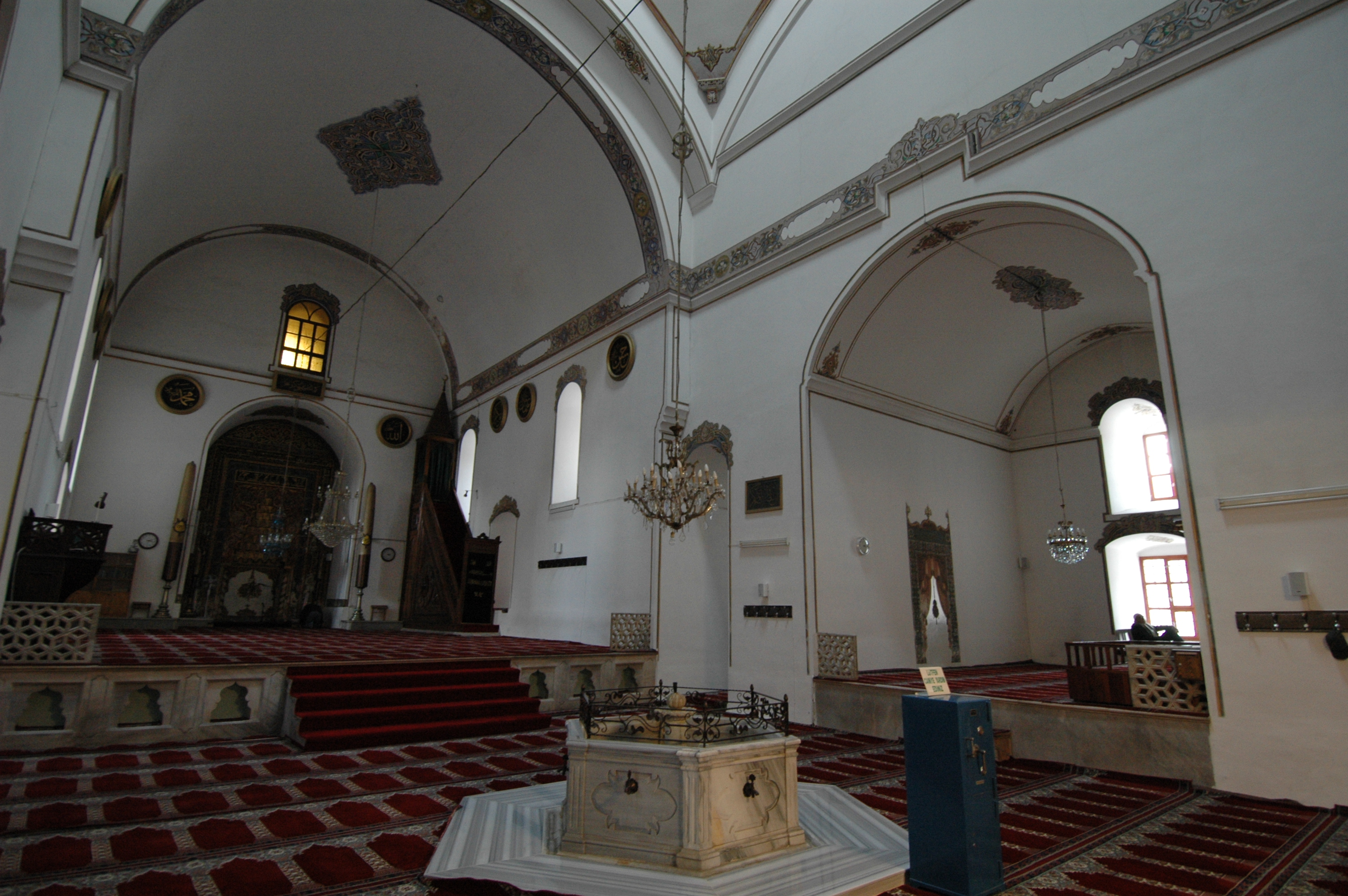
Hüdavendigar-Moschee, zentraler Raum mit Brunnen mit den Seiten-Liwanen

#### Osmanische Architektur
In der frühosmanischen Architektur tritt eine Grundrissform hervor, die in ihrer einfachsten Form aus drei überkuppelten Räumen besteht, vor dessen mittere eine weitere für den Mihrab vorgelagert ist. Dieser Bautyp, der auch als Bursa-Typ oder T-förmiger Grundrisstyp bekannt ist, wird teilweise als Zurückgriff und Weiterentwicklung des Typus der seldschukischen Hof-Medrese gedeutet. In dieser Deutung wären dem mittleren Raum die seitlichen Räume als Liwane angegliedert. Der mittlere Raum, zumeist auch mit Opaion versehen, wäre die Weiterentwicklung des Hofes zur halbüberdachten Fläche. Da zwar bei etwa der Hüdavendigar-Moschee sich diese Seitenräume tatsächlich liwanartig zum Hauptraum öffnen, scheint diese These naheliegend. Bei anderen frühosmanischen Bauten sind die Nebenräume allerdings nur durch schmale Zugänge zu erreichen, was die Idee einer linearen Entwicklung aus der seldschukischen Hofmedrese zumindest als zu einfach darstellt.

## Iwan als Portikus

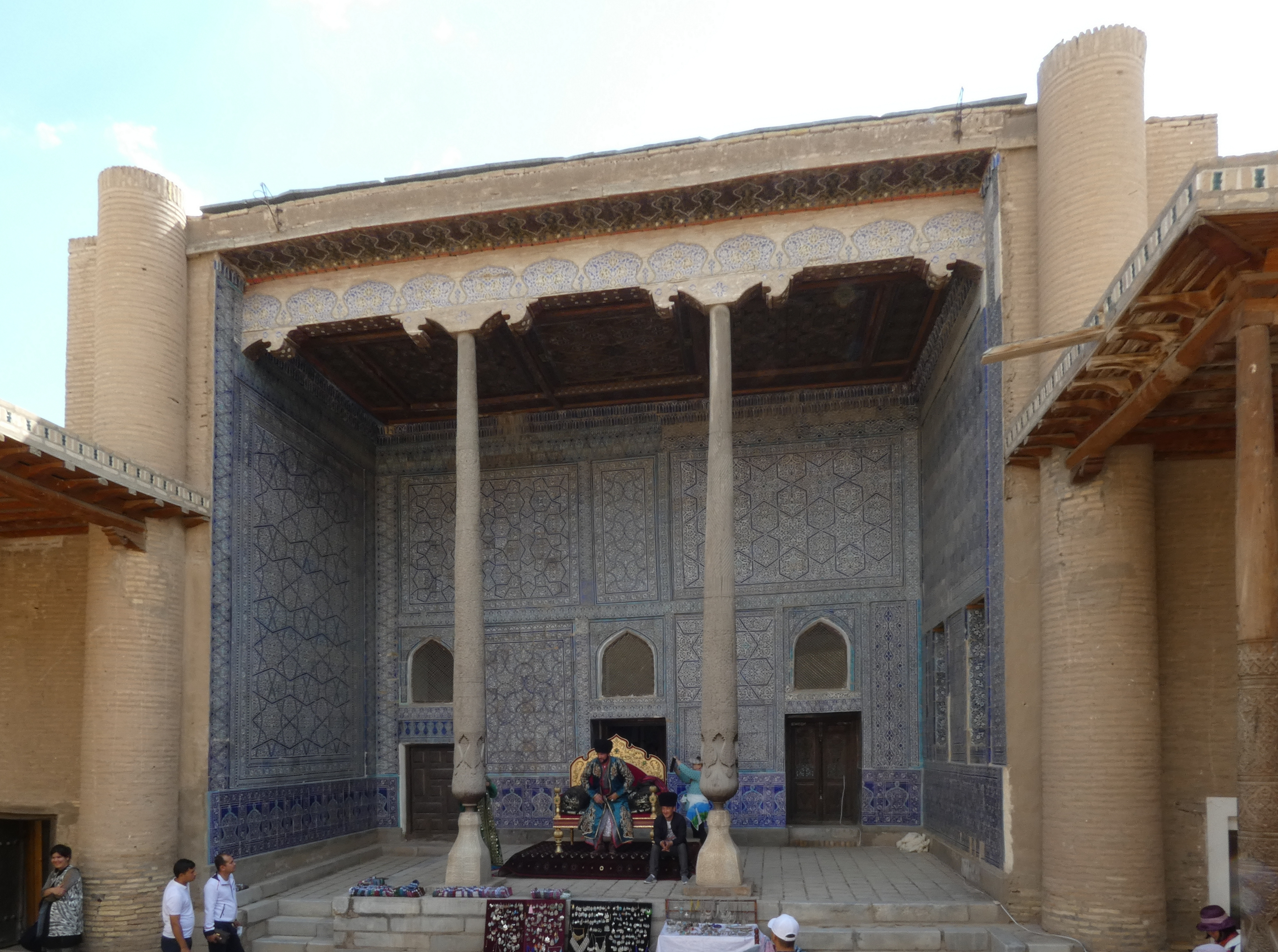
Iwan des Kurnysh Khan in der Zitadelle Konya Ark in Chiwa, Mitte 18. Jahrhundert.

Neben der Grundbedeutung von Iwan als einseitig offenem Raum oder Halle, die Kunsthistoriker und Archäologen dem Begriff gaben, der weiteren Bedeutung als erhöhte Plattform an einer besonderen Stelle im Bauplan (in einer Moschee maqsūra), kann mit īwān auch ein Teil oder die gesamte Architektur eines Palastes oder eines anderen offiziellen Gebäudes gemeint sein. So ließ etwa ein muzzafaridischer Prinz Mitte des 14. Jahrhunderts in Yazd in einer Gartenanlage einen viergeschossigen īwān mit der Funktion eines Palastes errichten. In der vierten Bedeutung steht īwān in den mamlukischen Beschreibungen für eine beliebig gestaltete Halle in einem religiösen Gebäude. Unabhängig von den unterschiedlichen architektonischen und funktionalen Bedeutungen bezieht sich īwān stets auf eine dominierende, die Blickrichtung bestimmende Architektur.
Beim Tschehel Sotun, dem safawidischen „Vierzigsäulenpalast“ in Isfahan aus der Mitte des 17. Jahrhunderts, erfolgt der Zugang zum zentralen Thronsaal durch einen rückwärtig gelegenen äußeren Iwan in eine quer orientierte Halle und von dort durch einen inneren Iwan. Dem Hauptzugang gegenüber auf der Vorderseite ist ein von 20 Holzsäulen getragener Portikus (tālār) vorgelagert. Die Bezeichnung tālār wurde bereits im frühen Mogulreich für Holzkonstruktionen verwendet. Dem Geschichtswerk Baburnama zufolge ließ der Mogulherrscher Babur 1528 einen hölzernen tālār in seinem Garten in Gwalior erbauen. Eine ähnliche architektonische Gestalt kennzeichnet die „Holziwane“ von Moscheen oder bedeutenden Profanbauten in Zentralasien. Ebba Koch (1994) hält einen direkten Einfluss von den safawidischen tālār auf die Iwan genannten Holzsäulenhallen in Zentralasien für wahrscheinlich. Bei zentralasiatischen Profanbauten ist der Iwan häufig eine L-förmige Veranda mit Holzsäulen vor der gemauerten Außenwand. Ein frühes Beispiel einer zentralasiatischen Holzsäulenmoschee ist die Freitagsmoschee in der usbekischen Stadt Chiwa. Das heutige Gebäude wurde im 18. Jahrhundert wiederaufgebaut, die Holzsäulen des Betsaals gehen jedoch bis auf das 10. Jahrhundert zurück. Weitere Holzsäulen-Iwane besitzen unter anderem der Palast Tasch Hauli in Chiwa aus der ersten Hälfte des 19. Jahrhunderts und die Sommermoschee im Ark in Buchara von 1712.